# Vjetroelektrana Ravne 1
Vjetroelektrana Ravna 1 je prva vjetroelektrana u Hrvatskoj, na predjelu Ravne
na otoku Pagu iznad paške solane, montirana 19. kolovoza 2004. Vjetroelektrana ima nazivnu snagu 5,95 MW koju proizvodi sedam generatora tipa Vestas V52, pojedinačne snage 850 kW. Izgradila ju je tvrtka Adria Wind Power, na inicijativu HEP-a, kao prvi komercijalni projekt korištenja energije vjetra u proizvodnji električne energije. Trebalo je 7 godina za realizaciju ovog projekta, gradnja je trajala 4 mjeseca, a tvrtka Adria Wind Power je uložila 6,5 milijuna eura.
1998. godine na Ravnama su postavljeni mjerni instrumenti za praćenje smjerova i brzine vjetra. Rezultati su pokazali da na Pagu ima oko 1600 vjetrovitih sati godišnje, da je godišnji prosjek brzine vjetra između 6 i 6,5 m/s, tj. središnje su se brzine vjetra pokazale dovoljne za komercijalnu izgradnju vjetroelektrana.

## Izgradnja
Sastojala se od 3 stupnja. Radovi na terenu su trajali 3 dana jer je sva oprema prethodno proizvedena u tvornici. U prva dva dana su izvedeni mehanički skolopovi, a zadnjeg dana su povezani s kablovima (upravljačkim i energetskim).
- 1. stupanj izgradnje:

Izgrađena je veoma široka i duga cesta kako bi olakšala prilaz teškim kamionima te su iskopani temelji koji su ojačani s čelikom. Postolje tornja čini glomazan prsten kao sastavni dio temelja.
- 2. stupanj izgradnje:

U iskopane kanale su ugrađeni kabeli te je postavljena kućica s transformatorom. U njoj se transformira Električna energija prethodno dobivena u vjetrogeneratoru Vestas V 52 na napon distribucijske mreže. Distribucijska mreža prima električnu energiju vjetroelektrane na temelju elektroenergetske suglasnosti distribucijskog područja Elektra Zadar.
- 3.stupanj izgradnje

Sva potrebna oprema i dijelovi se donose te se podiže VTGa (Vjetroagregat) pomoću dvije
dizalice za montažu. Stup svake turbine je dvodjelni.  Prvi dio stupa iznosi 23 m, a
drugi 24 m dok ukupno čine 51 tonu. Glava vjetrogeneratora se postavlja na tijelo stupa, a nakon toga i lopatice (od stalkoplastike) na glavčinu rotora. Promjer rotora je 52 m težine 10 tona te dostiže brzinu vrtnju 14 do 31.4 okretaja u minuti. Lopatice se stavljaju na glavčinu pomoću 3 prirubnice. Oko glavčine se montira plašt od plastike
radi aerodinamičnog oblika. Nakon toga dizalicom se podiže rotor na pogonsku osovinu. Time je mehanička montaža završena. Na terenu je namješteno još sedam vjetrogeneratora,
pojedinačne snage 850 kW.

## Proizvodnja
Vjetroelektrana godišnje proizvodi oko 15 milijuna kWh električne
energije, koju isporučuje Hrvatskoj elektroprivredi, na čiju je mrežu spojena od
listopada 2004. godine.
Grad Pag dobiva naknadu jer se vjetroelektrane nalaze na njegovom području tj. jednu lipu po proizvedenom kilovat satu, a to je u prosjeku oko 100 000 kuna godišnje.

## Općenito
Vjetroelektrana Ravna 1 je danas dio otočnog krajolika i turistička atrakcija. Njene fotografije se nalaze u turističkim prospektima Paga kraj fotografija paškog sira, paških čipki i narodnih nošnji. Redovito ih posjećuju učenici i studentske grupe iz raznih škola u Hrvatskoj.

## Novi projekti
Tvrtka Adria Wind Power želi izgraditi, uz sadašnjih sedam, još devet generatora tipa Vestas V52 ukupne snage 5,95 megavata. U taj projekt namjerava uložiti oko 9 milijuna eura. Tvrtka Adria Wind Power planirala je i izgraditi vjetroelektrane na području općine Povljana i grada Novalja. Nažalost gradnja vjetroelektrana je zabranjena pošto je donesena Uredba Vlade RH o zaštiti mora i priobalja kojom se zabranjuje planiranje i gradnja vjetroelektrana na otocima i u obalnom pojasu od 1000 metara od mora. Zbog te Uredbe je zabranjena gradnja vjetroelektrana na čak 60 posto predviđenih lokacija na obali i otocima. Izgradnja druge faza vjetroparka na Ravnama je dozvoljena jer je projekt bio gotov prije nego što je donesena Uredba Vlade.

## Utjecaj na okoliš
Poznato je, da Vjetroelektrana Ravne 1 ubija šišmiše. Do sada je prilikom slučajnih obilaska na području vjetroelektrane nađeno sedam leševa šišmiša, od toga četiri primjerka vrste Pipistrellus kuhlii in tri primjerka vrste Hypsugo savii.
Za sada izgleda, da vjetroelektrana na Pagu nema značajnog utjecaja na ptice. Poznat je samo jedan slučaj stradale ptice: u travnju 2005. nađen je jedan planinski ćuk.

## Slučaj rušenja vjetroagregata
Dana 6. listopada 2017., u večenjim satima, olujna bura prvo je otkinula jednu od elisa jednog od vjetroagregata, odbacila ju stotinjak metara dalje, a onda se, s ostale dvije elise u vrtnji i manjkom ravnoteže, cijeli vjetroagregat srušio.
To je prvi takav slučaj u Hrvatskoj. Nije bilo ozlijeđenih i poduzete su preventivne mjere, uključujući isključenje napajanja.

## Vanjske poveznice
- Vjetroelektrana
- Energija vjetra